# Glossophaga commissarisi
Glossophaga commissarisi е вид прилеп от семейство Американски листоноси прилепи (Phyllostomidae). Видът не е застрашен от изчезване.

## Разпространение и местообитание
Разпространен е в Белиз, Бразилия, Гватемала, Гвиана, Еквадор, Колумбия, Коста Рика, Мексико, Никарагуа, Панама, Перу, Салвадор и Хондурас.
Обитава гористи местности, планини, възвишения и пещери в райони с тропически климат, при средна месечна температура около 23,5 градуса.

## Описание
Теглото им е около 9,2 g.
Популацията на вида е стабилна.